# Leucin
Leucin (förkortas Leu eller L) är en kemisk förening med summaformeln C6H13NO2. Ämnet är en av de 20 aminosyrorna som är byggstenar i proteiner. Den tillhör gruppen neutrala, hydrofoba, opolära aminosyror och är en av de essentiella aminosyrorna som kroppen inte själv kan tillverka, utan som måste tillföras genom födan. Följande livsmedel innehåller relativt hög andel leucin: ägg, fläsk, nötkött, kyckling, sojabönor och bladgrönsaker. 
I den genetiska koden kodas leucin av sex kodon: UUA, UCG, CUU, CUC, CUA och CUG.
Leucin tillhör även en kategori aminosyror som kallas grenade aminosyror (BCAA), och har i studier visat sig vara den aminosyra som har störst betydelse för att stimulera muskelproteinsyntesen. Det är därför fördelaktigt för nyfödda barn med en låg födelsevikt, vars tillväxt begränsas på grund av ett otillräckligt protein- eller näringsintag.